# ロッカ・デヴァンドロ
ロッカ・デヴァンドロ（伊: Rocca d'Evandro）は、イタリア共和国カンパニア州カゼルタ県にある、人口約3,000人の基礎自治体（コムーネ）。

## 地理

### 位置・広がり

#### 隣接コムーネ
隣接するコムーネは以下の通り。括弧内のFRはフロジノーネ県、LTはラティーナ県所属を示す。
- カッシーノ (FR)
- カステルフォルテ (LT)
- ガッルッチョ
- ミニャーノ・モンテ・ルンゴ
- サン・ヴィットーレ・デル・ラーツィオ (FR)
- サンタンブロージョ・スル・ガリリャーノ (FR)
- サンタンドレーア・デル・ガリリャーノ (FR)
- サンタポッリナーレ (FR)
- セッサ・アウルンカ

### 気候分類・地震分類
ロッカ・デヴァンドロにおけるイタリアの気候分類 (it) および度日は、zona D, 1466 GGである。
また、イタリアの地震リスク階級 (it) では、zona 2 (sismicità media) に分類される。

## 行政

### 分離集落
ロッカ・デヴァンドロには、以下の分離集落（フラツィオーネ）がある。
- Bivio Mortola, Camino, Campolongo, Casamarina, Centro Storico, Cocuruzzo, Mortola, Vallevona